# Liber Pontificalis
El Liber Pontificalis és la font més important per a conèixer la història dels Papes des de Sant Pere fins Esteve V. El títol Liber Pontificalis es remunta al segle xii, encara que només es va fer corrent en el segle xv. En els manuscrits més antics existents que es coneix com a Liber episcopalis en quo continentur acta beatorum Urbis Romae Pontificum, i més tard Gesta o Chronica pontificum.
Les biografies papals es presenten en ordre cronològic i en elles es ressenyen els anys de durada de cada pontificat (d'on pot inferir-se els anys de començament i final d'aquest), el lloc del naixement del pontífex, el seu llinatge, els emperadors regnants, les construccions que va erigir, les ordenacions, els pronunciaments més importants, el lloc d'enterrament i el temps transcorregut fins a la consagració del següent papa electe.
Encara que el Liber Pontificalis constitueix una important font de dades, el seu procés de composició desvirtua en part el seu valor històric, ja que per a les biografies dels primers 36 papes es va basar en l'anomenat Catalogus Liberianus, aparegut al 354 i que deu el seu nom a l'últim papa llistat en el mateix, Liberi I (352-366). Aquest catàleg papal que va prendre, per als primers 18 papes, les dades recollides per Hipolit de Porto en la seva obra "Crònica", no té pràcticament valor històric, ja que es basa gairebé exclusivament en la tradició oral cristiana.
Les biografies dels papes següents, que abasten fins a l'any 625 amb Bonifaci V, presenten dades més fiables des del punt de vista històric encara que hi continuen presentant alguns errors, ja que la compilació biogràfica va seguir realitzant-se amb una important dilació temporal respecte al pontificat ressenyat.
Aquesta situació canviarà a partir del pontificat d'Honori I, en el qual les entrades són contemporànies dels corresponents papats en incorporar-se al Liber Pontificalis poc temps després de la mort de cada pontífex, de manera que, tot i no estar lliure dels prejudicis dels compiladors, les dades resulten ser més exactes.
El Liber Pontificalis va ser editat entre 1886 i 1892, en dos volums de gran erudició, per Louis Duchesne.